# Harpagozoon dissidens
Harpagozoon dissidens is een mosdiertjessoort uit de familie van de Lekythoporidae. De wetenschappelijke naam van de soort is, als Harpago dissidens, voor het eerst geldig gepubliceerd in 1997 door Gordon & d'Hondt.